# 民間人
民間人（みんかんじん、private citizen）とは、公的機関に属さない者（公務員以外）、または、軍人でもなく戦闘員でもない者のこと。民間部門とも言う。

## 日本

### 軍人と民間人
戦時において、戦闘能力を有する者（例えば敵軍の軍人など）を殺害することは、法的に見て正当化される 。ただし、戦闘能力を剥奪された軍人を殺害したり暴行を加えることは認められない。ジュネーブ条約は軍人が戦っている場合に相手国が軍人を捕虜とした場合は基本的人権を保障することを謳っている。
それに対して、民間人（戦闘員ではない、軍人以外の公務員を含む）を殺害することは、多くの国がこれを非人道的な行為とし、これを認めないとしている。人道に対する罪という概念もある。
正規の軍人ではない民間人を軍事要員として編成されたものを民兵と呼ぶ。
太平洋戦争後の日本では自衛官は国際法上軍人として扱われている。その場合、民間人は自衛官以外に相当する。

### 議員と民間人
議院内閣制をとる日本では、選挙によって選ばれた国会議員（※国会議員は特別職の国家公務員と解釈されることがある）以外の者を、首相が閣僚に起用する場合に「民間人の登用」と表現する場合がある。この場合の考え方は、議員は公人で議員でない者は民間人だ、というものである。

### 公的な皇族と民間人
日本では、高円宮家の次女典子のように結婚して皇族としての身分を離れることを「民間人になる」と表現することがある。1947年（昭和22年）皇室典範が改定され、（公布番号第3号）、この法的な枠組みの中で皇籍という名簿に名を掲載された者が皇族とされている。これらの者が「非民間人」と解釈されることから、皇籍離脱すると「民間人になった」と言われる。
また、皇族が皇族以外と婚姻する場合も、「民間人との婚姻」と表現されることがある。

### 民間人校長
一定の「教育に関する職」の経歴年数がない国立および公立の小学校、中学校、高等学校・中等教育学校等の校長を指す。
斬新な学校経営を行うために、会社員経験のある者を校長とする制度が省令により定められた。